# 1978 au cinéma
| Années du cinéma : 1975 - 1976 - 1977 - 1978 - 1979 - 1980 - 1981    |
| Décennies du cinéma : 1940 - 1950 - 1960 - 1970 - 1980 - 1990 - 2000 |

Cet article présente les faits marquants de l'année 1978 au cinéma.

## Événements
- 24 janvier : Mariage de Tom Hanks avec Samantha Lewes.
- 10 mars : Mariage de Nick Nolte avec Sharyn Haddad.

## Principales sorties en salles enFrance
- 24 mai : Rêve de singe (Ciao Maschio), film italien de Marco Ferreri
- 1er septembre : Grease : film musical américain de Randal Kleiser avec John Travolta, Olivia Newton-John, Stockard Channing.
- 25 octobre : La Cage aux folles : comédie franco-italienne de Édouard Molinaro avec Michel Serrault, Ugo Tognazzi, Rémi Laurent, Michel Galabru.
- 22 novembre : Les Bronzés, film de Patrice Leconte avec l’équipe du Splendid (Michel Blanc, Gérard Jugnot, Josiane Balasko, Thierry Lhermitte, Christian Clavier, etc.).

## Principaux films de l'année
- À la recherche de M. Goodbar : drame de Richard Brooks avec Diane Keaton et Tuesday Weld.
- L'Argent des autres de Christian de Chalonge avec Jean-Louis Trintignant et Catherine Deneuve (5 césars dont celui du meilleur film)
- Les Bronzés de Patrice Leconte avec la troupe du Splendid.
- La Cage aux folles d'Édouard Molinaro avec Ugo Tognazzi et Michel Serrault
- Le Commando des tigres noirs de Ted Post avec Chuck Norris
- Grease : comédie musicale de Randal Kleiser, avec John Travolta et Olivia Newton-John
- Halloween, la nuit des masques (Halloween), de John Carpenter.
- Intérieurs de Woody Allen.
- Le Jeu de la mort de Robert Clouse, dernier film de Bruce Lee.
- Meurtre d'un bookmaker chinois (The killing of a Chinese Bookie) de John Cassavetes.
- Midnight Express d'Alan Parker
- Les Moissons du ciel : drame américain de Terrence Malick avec Richard Gere, Brooke Adams, Linda Manz.
- Molière d'Ariane Mnouchkine avec Philippe Caubère
- Mort sur le Nil, adaptation du roman policier d'Agatha Christie, réalisé par John Guillermin, avec Peter Ustinov, David Niven, Bette Davis, Mia Farrow.
- Perceval le Gallois : film d'aventure arthurienne d'Éric Rohmer.
- Rhapsodie hongroise de Miklós Jancsó.
- Une histoire simple de Claude Sautet avec Romy Schneider (césar de la meilleure actrice)
- Violette Nozière de Claude Chabrol, avec Isabelle Huppert
- Voyage au bout de l'enfer : film de Michael Cimino sur la guerre du Viêt Nam.
- Superman de Richard Donner avec Christopher Reeve

## Festivals

### Cannes
- Palme d'or : L'Arbre aux sabots, d'Ermanno Olmi.

### Autres festivals
- Ours d'Or au festival de Berlin : Las palabras de Max de Emilio Martínez Lázaro et Las truchas de José Luis García Sánchez

## Récompenses

### Oscars
- Meilleur film : Annie Hall de Woody Allen
- Meilleur réalisateur : Woody Allen avec Annie Hall
- Meilleur acteur : Richard Dreyfuss dans Adieu, je reste
- Meilleure actrice : Diane Keaton avec Annie Hall

### Césars
- Meilleur film : Providence d'Alain Resnais
- Meilleur réalisateur : Alain Resnais avec Providence
- Meilleur acteur : Jean Rochefort dans le Crabe-tambour
- Meilleure actrice : Simone Signoret dans La Vie devant soi
- Meilleur second rôle masculin : Jacques Dufilho dans le Crabe-tambour
- Meilleur second rôle féminin : Marie Dubois dans La Menace

## Box-Office

### France
| Class.                     | Titre                        | Pays                  | Réalisateur      | Box-Office France |
| -------------------------- | ---------------------------- | --------------------- | ---------------- | ----------------- |
| 1.                         | Midnight Express             | États-Unis d'Amérique | Alan Parker      | 5 973 695 entrées |
| 2.                         | La Cage aux folles           |                       | Édouard Molinaro | 5 406 641 entrées |
| 3.                         | Grease                       | États-Unis d'Amérique | Randal Kleiser   | 5 329 875 entrées |
| 4.                         | La Fièvre du samedi soir     | États-Unis d'Amérique | John Badham      | 4 361 587 entrées |
| 5.                         | Rencontres du troisième type | États-Unis d'Amérique | Steven Spielberg | 3 115 787 entrées |
| Source : cbo-boxoffice.com |                              |                       |                  |                   |

### États-Unis
1. x
2. x
3. x

## Principales naissances
- 5 janvier : January Jones
- 20 janvier : Omar Sy
- 14 février : Danai Gurira
- 21 mars : Rani Mukherjee
- 19 avril : James Franco
- 2 juin : Justin Long
- 16 juin : Daniel Brühl
- 19 juin : Zoe Saldana
- 9 juillet : Wahid Bouzidi († 20 août 2023).
- 12 juillet : 
  - Topher Grace
  - Michelle Rodríguez
- 21 juillet : Josh Hartnett
- 21 juillet : Justin Bartha
- 7 août : Alexandre Aja
- 23 septembre : Anthony Mackie
- 30 octobre : Thomas Ngijol
- 31 octobre : Franck Gastambide
- 17 novembre : Rachel McAdams
- 24 novembre :
  - Barbara Beretta
  - Katherine Heigl
- 25 novembre : Julien Arruti
- 30 novembre : Gael García Bernal
- 6 décembre : Arnaud Ducret
- 18 décembre : Katie Holmes

## Principaux décès
- 16 mai: Goffredo Alessandrini, réalisateur italien
- 26 août : Charles Boyer
- 19 octobre : Gig Young, acteur américain